# 邱纯甫
邱纯甫（1915年—2005年），男，江苏丹阳人，中华人民共和国政治人物，曾任国家经济委员会副主任，进出口管理委员会副主任。